# 中华人民共和国机动车驾驶人考试

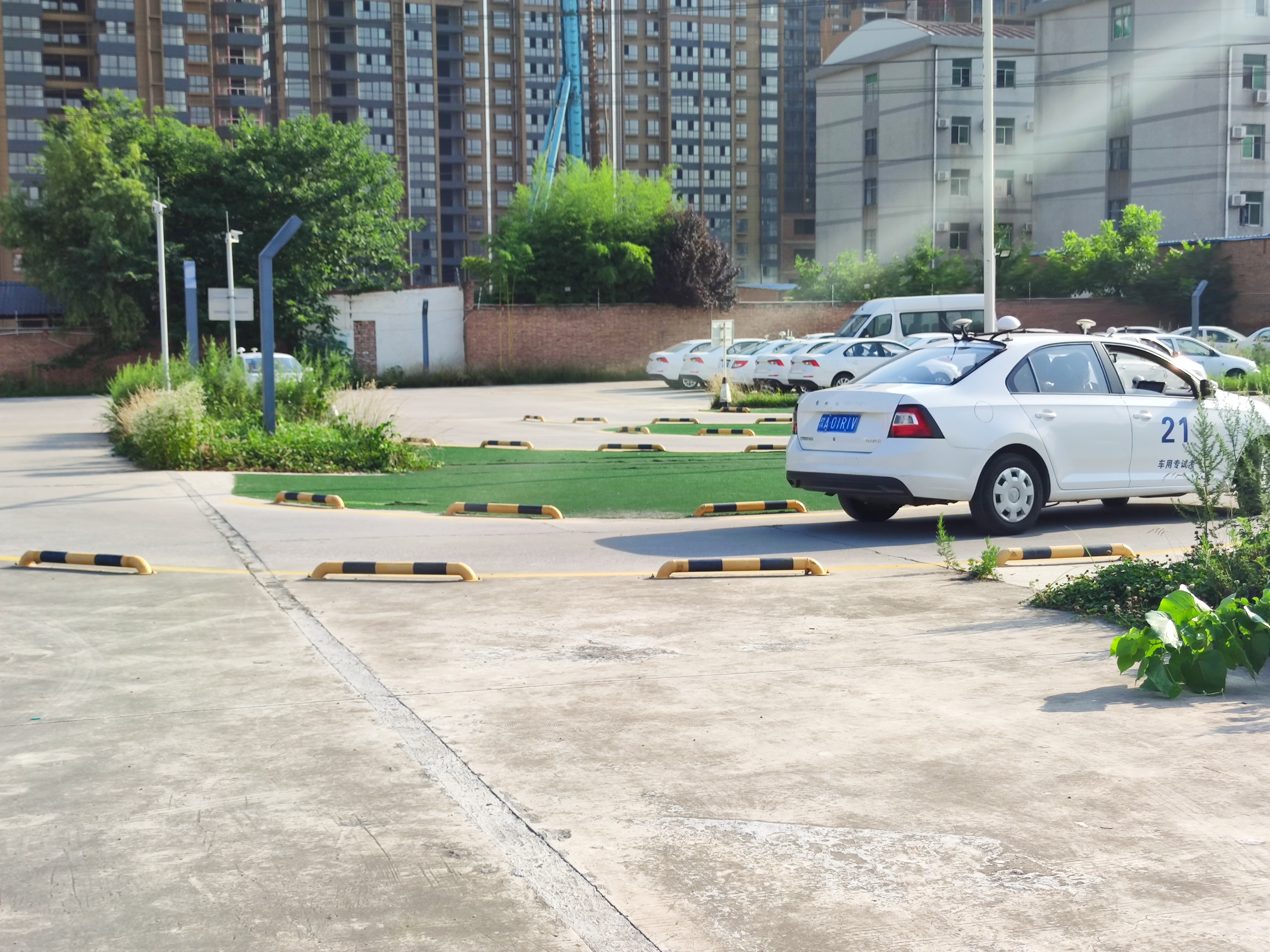
陝西西安的科目二考场

中华人民共和国机动车驾驶人考试是中国内地居民（军人除外）申领及使用中华人民共和国机动车驾驶证的唯一合法取得方式，其考试内容总共分为三个部分，亦称三个科目：
- 科目一：道路交通安全法律、法规和相关知识考试科目
- 科目二：场地驾驶技能考试科目
- 科目三：道路驾驶技能和安全文明驾驶常识考试科目
  - 道路驾驶技能考试
  - 安全文明驾驶常识考试（俗称科目四）

当三个科目都通过后才有资格领取驾照。其考试内容以及合格标准全国统一，各地方可根据不同准驾车型（包括所绑定的法定必考项目）规定相应的考试项目以及确定扣分和不合格的情况。目前机动车驾驶人考试所实施的标准为公安部交通管理科学研究所所起草的《机动车驾驶人考试内容与方法》（GA1026-2017），已于2017年10月1日起取代此前的机动车驾驶人考试所实施的标准《机动车驾驶人考试内容与方法》（GA1026-2012）并开始实施。

## 歷史
2004年，中國開始實行《机动车驾驶证申领和使用规定》，首次將駕考科目分為科目一、科目二、科目三。《机动车驾驶证申领和使用规定》後來修訂一次，並且於2013年1月1日實行。此次修訂同時修改驾考规定。其中科目三考完之后还增加科目四。2017年10月1日起，駕考規則又修改，科目二的倒车入库完成时间不能超过210秒，侧方停车完成时间不能超过90秒，一旦超過時間即為不合格。

## 不同申请人的所需考试科目
根据《中华人民共和国道路交通安全法》和《机动车驾驶证申领和使用规定》，不同人士申领驾驶证（或恢复驾驶资格）的所需考试科目有所不同（绿色勾号为所需考试科目）。
| 申领驾驶证（或恢复驾驶资格）类型                                         | 科目一 | 科目二 | 科目三路考 | 科目三常识考试 |
| ------------------------------------------------------------------------ | ------ | ------ | ---------- | -------------- |
| 新申领驾驶证、除以下情形外增加准驾车型                                   | check  | check  | check      | check          |
| 持有C2驾驶证申请增加C1车型                                               |        | check  | check      | check          |
| 持有A1、A3、B1、B2、C1、C2驾驶证申请增加C6车型                           |        | check  |            | check          |
| 持有F驾驶证申请增加D、E车型的，或持有E驾驶证申请增加D车型                |        | check  | check      | check          |
| 持有A1、A2、A3、B1、B2、C1、C2驾驶证因身体原因变更C5车型                 |        | check  | check      | check          |
| 持军队、武装警察部队驾驶证的人士申请A1、A2、A3、B1、B2驾驶证             | check  |        | check      | check          |
| 持境外驾驶证的人士申请A1、A2、A3、B1、B2驾驶证                           | check  | check  | check      | check          |
| 持境外驾驶证的人士申请其他车型驾驶证                                     | check  |        |            |                |
| 驾驶人在一个记分周期内记满12分，已完成满分教育                           | check  |        |            |                |
| 驾驶人在一个记分周期内两次记满12分或累积记分达到24分，已完成满分教育     | check  |        | check      |                |
| 驾驶人在一个记分周期内三次以上记满12分或累积记分达到36分，已完成满分教育 | check  | check  | check      |                |

## 考试科目

### 科目一
科目一全称道路交通安全法律、法规和相关知识考试科目，该项考试属于相关的基础理论考试，主要考核最基本的驾车和道路知识，内容如下：
1. 道路交通安全法律、法规和规章；
2. 地方性法规（如上海市、福州市等部分地区会考）；
3. 道路交通信号；
4. 安全行车、文明驾驶基础知识；
5. 机动车驾驶操作相关基础知识；
6. 客车、货车、轮式自行机械车等车型的专用驾驶知识（仅针对大型客车、牵引车、城市公交车、中型客车、大型货车、轮式自行机械车考试）。

科目一考试试卷为无纸化的电脑答题（对于参加普通三轮摩托车、普通二轮摩托车、轻便摩托车准驾车型考试的考生，可以使用纸质试卷答题），考试题目共100道（摩托车、恢复驾驶资格考试试题为50道），考题由考试系统从题库中按照规定比例随机抽取生成，每道题为1分（摩托车、恢复驾驶资格考试试题为2分），总分100分，题型为选择式的判断题和单项选择题，考生要在45分钟（恢复驾驶资格考试时间为30分钟）内作答，考试成绩达到90分的为合格。在科目一考试合格后将获得学习驾驶证明（此证明的有效期为3年，在学习驾驶证明的有效期内，科目二和科目三的预约考试次数各为5次，且每预约一次均只有一次补考机会。如果在5次预约考试后，科目二或科目三没有全部通过，则只能重新参加科目一的考试）即可开始进行正式学习驾驶。对于持有境外驾驶证的人士（仅限发放给持有该国护照或该地区有效身份证明之人士）在申领驾驶证时，则仅需参加科目一的考试，考试合格后即可领取驾驶证（对于申领大型客车、牵引车、中型客车以及大型货车机动车驾驶证的人士则还需要参加道路驾驶技能考试）。
科目一的题库起初为对外公开，还设有专用书籍，可供考生在考试前浏览考题并背诵。自2013年1月1日起，科目一题库不再公开，公安部、交通部的官方解释为死记硬背考题会使得考生“缺乏理解，无法应用于实际”。尽管题库原则上不再公开，但也有一些驾校、网站和手机APP通过各种手段获得了最新全真题库，并向学员和用户公开。

### 科目二
科目二全称场地驾驶技能考试科目，该项考试属于车辆的场地基础驾驶操作考试，该项考试的总分为100分，除了大型客车、牵引车、城市公交车、中型客车、大型货车考试成绩达到90分为合格外，其他准驾车型的考试成绩达到80分为合格。在科目二考试合格后即可进行对科目三的学习。
考试内容如下，各地考场的考试顺序不完全一致：
1. 桩考：正确判断车身行驶空间位置， 操控车辆低速完成倒车或前进通过空间限位障碍；
2. 倒车入库：正确判断车辆倒车轨迹， 操控车辆完成倒车入库
3. 坡道定点停车与起步：准确地判断停车位置；协调运用加速踏板、驻车制动器和离合器，平稳起步；
4. 通过单边桥：在运动中准确运用转向装置，正确判断车轮直线行驶轨迹，保持直线行驶；
5. 直角转弯：在运动中正确操纵转向装置，准确判断内外轮差；
6. 曲线行驶：在运动中操纵转向装置，控制车辆曲线行驶；
7. 侧方停车：在运动中操纵车辆正确停入道路右侧车位（库）；
8. 窄路掉头：不超过三进二退掉头后靠右停车；
9. 通过连续障碍：在运动中准确判断左右车轮内侧空间运行变化；
10. 通过起伏路：运行中针对凹凸障碍以最小颠簸方式通过障碍；
11. 通过限宽门：在一定车速下正确判断车身位置通过限宽门；
12. 通过湿滑路面：操纵车辆在模拟湿滑路低速挡匀速行驶；
13. 通过急弯山区路：通过模拟急弯山区路要减速、鸣号、靠右行；
14. 通过隧道：进入隧道前完成减速、开灯、鸣号操作以适应环境光照度急剧变化；
15. 模拟雨雾天驾驶：操纵车辆，在模拟雨雾天气完成减速、选择刮水器挡位、开启灯光等操作；
16. 模拟紧急情况处置：操纵车辆在模拟紧急情况出现时，合理完成制动、停车、开启危险报警闪光灯、摆放警告标志、撤离车内人员等操作；
17. 模拟高速公路驾驶：驶入驶出高速公路、合理选择行车道、遵守行车规定以及高速公路应急停车（这里的模拟高速公路驾驶是在车管所的模拟高速公路的场地进行的一项考试，而并非是真正的高速公路）；
18. 模拟高速公路停车取卡：驾驶车辆模拟高速公路收费站完成停车、取卡、起步等规定操纵项目。

在广东省，考生通过科目二考试后，曾需要通过长途驾驶项目考试才能进入科目三学习阶段。2017年4月1日起，广东省决定，取消机动车驾驶人长途驾驶项目考试，未参加长途驾驶项目考试和长途驾驶项目考试不合格者，无需参加长途驾驶项目考试，直接参加科目三的考试。
报考不同准驾车型的学员需要参加的考核不完全相同，具体如下：
| 考试内容             | 报考的准驾车型 | 报考的准驾车型 | 报考的准驾车型 | 报考的准驾车型 | 报考的准驾车型 | 报考的准驾车型 | 报考的准驾车型 | 报考的准驾车型 | 报考的准驾车型 | 报考的准驾车型 | 报考的准驾车型 | 报考的准驾车型 | 报考的准驾车型 | 报考的准驾车型 |
| 考试内容             | A1             | A2             | A3             | B1             | B2             | C1             | C2             | C3             | C4             | C5             | C6             | D              | E              | F              |
| -------------------- | -------------- | -------------- | -------------- | -------------- | -------------- | -------------- | -------------- | -------------- | -------------- | -------------- | -------------- | -------------- | -------------- | -------------- |
| 桩考                 | 是             | 是             | 是             | 是             | 是             |                |                |                | 是             |                | 是             | 是             | 是             | 是             |
| 倒车入库             | *              | *              | *              | *              | *              | 是             | 是             | 是             |                | 是             | *              |                |                |                |
| 坡道定点停车与起步   | 是             | 是             | 是             | 是             | 是             | 是             |                | 是             | 是             |                |                | 是             | 是             | 是             |
| 通过单边桥           | 是             | 是             | 是             | 是             | 是             |                |                |                | 是             |                |                | 是             | 是             | 是             |
| 直角转弯             | 是             | 是             | 是             | 是             | 是             | 是             | 是             | 是             |                | 是             | 是             |                |                |                |
| 曲线行驶             | 是             | 是             | 是             | 是             | 是             | 是             | 是             | 是             |                | 是             | 是             |                |                |                |
| 侧方停车             | 是             | 是             | 是             | 是             | 是             | 是             | 是             | 是             |                | 是             |                |                |                |                |
| 窄路掉头             | 是             | 是             | 是             | 是             | 是             | 也许           | 也许           |                |                | 也许           |                |                |                |                |
| 通过连续障碍         | 是             | 是             | 是             | 是             | 是             |                |                |                |                |                |                |                |                |                |
| 通过起伏路           | 是             | 是             | 是             | 是             | 是             |                |                |                |                |                |                |                |                |                |
| 通过限宽门           | 是             | 是             | 是             | 是             | 是             |                |                |                |                |                |                |                |                |                |
| 通过湿滑路面         | 是             | 是             | 是             | 是             | 是             |                |                |                |                |                |                |                |                |                |
| 通过急弯山区路       | 是             | 是             | 是             | 是             | 是             |                |                |                |                |                |                |                |                |                |
| 通过隧道             | 是             | 是             | 是             | 是             | 是             | 也许           | 也许           |                |                | 也许           |                |                |                |                |
| 模拟雨雾天驾驶       | 是             | 是             | 是             | 是             | 是             |                |                |                |                |                |                |                |                |                |
| 模拟紧急情况处置     | 是             | 是             | 是             | 是             | 是             | 也许           | 也许           |                |                | 也许           |                |                |                |                |
| 模拟高速公路驾驶     | 是             | 是             | 是             | 是             | 是             |                |                |                |                |                |                |                |                |                |
| 模拟高速公路停车取卡 | *              | *              | *              | *              | *              | 也许           | 也许           |                |                | 也许           |                |                |                |                |
| 合计                 | 16             | 16             | 16             | 16             | 16             | 5-9            | 4-8            | 5              | 3              | 4-8            | 3              | 3              | 3              | 3              |

注：
- 绿色勾号为全国范围考试项目，黄色勾号为部分地区考试项目（有可能加试其中的一项或数项，例如上海市要求考生加试所有项目，而西安市则要求考生抽取一项进行加试）；
- 报考准驾车型为A1、A2、A3、B1、B2的考生无需考核倒车入库和模拟高速公路停车取卡，因为这两项的内容已经包含在桩考和模拟高速公路驾驶之中。
- 报考准驾车型为C6的考生无需考核倒车入库，因为这项的内容已经包含在桩考之中。

### 科目三
科目三全称道路驾驶技能和安全文明驾驶常识考试科目，该科目分为道路驾驶技能考试和安全文明驾驶常识考试（后者被部分民众称为“科目四”，已于2013年1月1日起开始设为必考科目之一）。车辆的实际道路驾驶考试的总分为100分，达到90分为合格。交通安全文明驾驶理论常识考试试卷与科目一考试试卷一样，依然为无纸化的电脑答题，考试题目共50道，每道题为2分，总分100分，题型为选择式的判断题、单项选择题、多项选择题，考生要在45分钟内作答，考试成绩达到90分的为合格。一般在考试结束后即可领取驾驶证。
科目三交通安全文明驾驶理论常识考试的题库与科目一题库一样，内容不向公众公开，但事实上也已被公开。
道路驾驶技能考试的法定考试内容有：（各省实际情况不一定相同）
1. 上车准备（注意在经过车辆左后方及右前方时的语音提示）；
2. 起步；
3. 直线行驶；
4. 加减档位操作（原属科目二的项目，旧称百米加减档，无语音提示）；
5. 变更车道；
6. 靠边停车；
7. 直行通过路口；
8. 路口左转弯；
9. 路口右转弯；
10. 通过人行横道线（语音提示分别为“前方有行人正在通过”和“行人已通过”或无语音提示）；
11. 通过学校区域（已取消语音提示）；
12. 通过公共汽车站（已取消语音提示）；
13. 会车；
14. 超车（语音提示为“超车”或“超越前方车辆”）；
15. 掉头；
16. 模拟夜间行驶（并非真的在夜间行驶，而是考核夜间环境下灯光的合理使用操作等内容）。

安全文明驾驶常识考试内容有：
1. 违法行为综合判断与案例分析；
2. 安全行车常识；
3. 常见交通标志、标线和交警手势辨识；
4. 驾驶职业道德和文明驾驶常识；
5. 恶劣气候和复杂道路条件下驾驶常识；
6. 紧急情况下避险常识；
7. 交通事故救护及常见危化品处置常识；
8. 地方试题（如上海市、福州市等部分地区会考）。

## 教材
中华人民共和国交通运输部已经为机动车驾驶人学习与考试人员撰写了《安全驾驶从这里开始》一书，供机动车驾驶人学习与考试人员使用，书内并没有考试原题，但是介绍了驾驶相关的理论知识。本书售价人民币40元，但是部分驾校会免费赠送给本校学员。